# Giovanni Battista Angioletti
Giovanni Battista Angioletti (Milano, 27 novembre 1896 – Santa Maria la Bruna, 3 agosto 1961) è stato un giornalista e scrittore italiano.

## Biografia
In possesso di un'intelligenza vivace e riflessiva, venne avviato agli studi d'ingegneria e, dopo il lungo intermezzo della prima guerra mondiale, preferì seguire la sua vocazione letteraria. Alternò con discreto successo l'attività di narratore e di giornalista e con Il giorno del giudizio  ottenne il Premio Bagutta nel 1927, l'anno successivo a quello della sua fondazione avvenuto l'11 novembre del 1926 promosso e finanziato da alcuni artisti e letterati milanesi che frequentavano l'omonima trattoria in via Bagutta a Milano.
Nel 1930 fondò la rivista letteraria «Trifalco» e divenne direttore de «L'Italia letteraria» dal 1929 al 1932, incarico che poi riprese nel secondo dopoguerra a Roma, alla stessa rivista, ma con il nome diverso «La Fiera letteraria».
Nel 1949 vinse il Premio Strega con il romanzo La memoria.
Angioletti, durante la sua collaborazione alla RAI, contribuì alla nascita del terzo programma e diresse anche alcuni programmi culturali. Nel 1952 fu un cofondatore della rivista «L'Approdo», che nel 1958 dopo tre anni di interruzione assunse il nome di «L'Approdo letterario», e ne fu direttore fino alla morte. Fondò la comunità europea degli scrittori restando per molti anni segretario anche del Sindacato Nazionale Scrittori Italiani.
Nel 1960 vinse il Premio Viareggio con il saggio I grandi ospiti a coronamento di una vita molto variegata ed interessante.
Chiuse la sua esistenza nel 1961 a Santa Maria la Bruna, una frazione di Torre del Greco, presso Napoli.

## Poetica
Angioletti è uno dei principali rappresentanti del gusto letterario del l'Aurea lirica tipico della Ronda, sostenitore di una idea di umanesimo europeo come nobile richiamo morale, da opporre all'orrore della società contemporanea. La prosa, benché abbastanza lineare, evoca immagini che appaiono sospese, in una poetica aperta a miti e fantasie, lo scrittore con stile pacato e misurato supportato da una nitida intelligenza, ama fondere racconto, dialogo e descrizione dove l'affettuoso sentimento della propria terra il malinconico senso del tempo e il gioco della memoria sono i suoi temi più intensi.

## Opere principali

### Narrativa
- Il giorno del giudizio, Torino, 1928; Premio Bagutta
- Il buon veliero, Lanciano, 1930;
- Il generale in esilio, Firenze, 1938;
- Donata, Firenze, 1941;
- Eclisse di luna, Firenze, 1943;
- La memoria, Milano, 1949; Premio Strega
- Narciso, Milano, 1949;
- Giobbe uomo solo, Milano, 1955.

### Saggistica
- Scrittori d'Europa, Milano, 1928;
- Servizio di guardia, Lanciano, 1932;
- L'Europa d'oggi, Lanciano, 1934;
- Le carte parlanti, Firenze, 1941;
- Vecchio continente, Roma, 1942;
- L'Italia felice, Roma, 1947;
- Inchiesta segreta, Milano, 1953;
- L'anatra alla normanna, Milano, 1957;
- L'uso della parola, Caltanissetta-Roma, 1958;
- I grandi ospiti, Firenze 1960;
- Tutta l'Europa, Roma, 1961;
- Gli italiani sono onesti, Milano, 1968.

### Articoli di riviste su Angioletti (in ordine cronologico).
- Giovanni Titta Rosa, in La Fiera letteraria, 15 e 22 gennaio 1928.
- Giuseppe Raimondi, in Italia letteraria, 3 agosto 1930.
- Enrico Falqui, in Italia letteraria, n. 17, 1932.
- Libero Bigiaretti, in L'Italia che scrive, giugno 1947.
- Giorgio Caproni, in Lavoro nuovo, 15 giugno 1949.
- Goffredo Bellonci, in Il giornale d'Italia, 22 giugno 1949.
- Arnaldo Bocelli, in Il Mondo, 2 luglio 1949.
- Leone Piccioni, in Illustrazione italiana, 10 luglio 1949.
- Giuseppe De Robertis, in Tempo, 16-23 luglio 1949.
- Roberto Rebora, in La Rassegna d'Italia, settembre 1949.
- Francesco Tentori, in La Fiera letteraria, 6 aprile 1952.
- Carlo Bo, in La Fiera letteraria, 18 luglio 1952.
- Vittorio Lugli, in Giornale dell'Emilia, 18 luglio 1952.
- Ferdinando Virdia, in La Voce repubblicana, 12 febbraio e 9 aprile 1952; 15 aprile e 28 luglio 1953.
- Francesco Squarcia, in Paragone, n. 90, 1957.
- Umberto Marvardi, in La Fiera letteraria, 6 dicembre 1959.